# Agatangel Krimski
Agatangel Krimski (ukr. Агата́нгел Юхи́мович Кри́мський — Agatangel Juhimovič Krimski; 3. siječnja 1871., Volodimir Volinski, sada Volinjska oblast — 25. siječnja 1942., Kustanaj, danas Republika Kazahstan) — istaknuti ukrajinski lingvist, orijentalist, slavist, prevoditelj, književni kritičar, folklorist.

## Životopis
Diplomirao je na Kolegiju Pavla Galagana u Kijevu (1889.), na Institutu za orijentalne jezike u Moskvi (1892.), a nakon što je diplomirao na Moskovskom sveučilištu (1896.) bio je na istraživačkom putovanju u Libanonu i Siriji, gdje je studirao jezike, kulturu i povijest Bliskog istoka. Od 1898. predavao je na Institutu za orijentalne jezike i Moskovskom sveučilištu. Od 1900. do 1918. bio je tajnik istočnog ogranka Moskovskog arheografskog društva i urednik njegove zbirke Orijentalne starine. Godine 1918. vratio se u Ukrajinu. Suorganizator Ukrajinske akademije znanosti te njezin tajnik (1918. – 1928.), vodio je njegov Povijesno-filološki odjel (do 1929.). Ravnatelj Instituta za ukrajinski znanstveni jezik (1921. – 1929.). Tijekom 1920-ih vodio je različita povjerenstva Ukrajinske akademije znanosti: Povjerenstvo za rječnik ukrajinskog živog jezika, Povjerenstvo za povijest ukrajinskog jezika, Dijalektološko povjerenstvo i Pravopisno povjerenstvo. Istodobno (od 1918.) bio je profesor na Kijevskom sveučilištu. Od 1931. do 1941. bio je zaposlenik Instituta za lingvistiku Ukrajinske akademije znanosti. Jedan od vodećih lingvista i utemeljitelja orijentalistike u Ukrajini. Autor temeljnih istraživanja arapskog jezika, semitologije, turkologije, iranistike i slavistike. Napisao je više od 1000 znanstvenih djela (monografije, udžbenici, članci) o povijesti književnosti, jezicima, folkloru, etnografiji, umjetnosti, religiji naroda Bliskog istoka, Kavkaza, Zapadne Europe. Aktivno je istraživao ukrajinski jezik: njegovo podrijetlo, povijest, dijalekte, pravopis, razvoj i normativizaciju književnog jezika. Autor udžbenika, urednik rječnika i znanstvenih zbirki. Godine 1941.  neopravdano je uhićen te je umro u zatvoru u Kustanaju. Rehabilitiran je 1957. godine.

## Vanjske poveznice
- Агатангел Юхимович Кримський (ukr.)  Arhivirana inačica izvorne stranice od 28. studenoga 2020. (Wayback Machine)
- Krymsky, Ahatanhel (eng.)